# هانك ريغر
هانك ريغر (بالإنجليزية: Hank Rieger)‏ هو صحفي أمريكي، ولد في 20 سبتمبر 1918 في كانساس سيتي في الولايات المتحدة، وتوفي في 5 مارس 2014 في أوسيانسيدي في الولايات المتحدة.

## وصلات خارجية
- هانك ريغر على موقع IMDb (الإنجليزية)